# Jung Gil-ok
Jung Gil-ok (kor. 정길옥, ur. 15 września 1980 w Chuncheon) – koreańska florecistka, brązowa medalistka olimpijska i trzykrotna medalistka mistrzostw świata.
Na igrzyskach olimpijskich w Pekinie w 2008 roku zajęła 24. miejsce w zawodach indywidualnych. Podczas rozgrywanych cztery lata później igrzysk olimpijskich w Londynie reprezentacja Korei Południowej w składzie: Nam Hyun-hee, Jeon Hee-sook, Jung Gil-ok i Oh Ha-na zdobyła brązowy medal drużynowo. Indywidualnie zajęła tam dziewiąte miejsce.
Podczas mistrzostw świata w Lipsku w 2005 roku wspólnie z Nam Hyun-hee, Lee Hyeon-su i Seo Mi-jung zdobyła złoty medal w rywalizacji drużynowej. W tej samej konkurencji Koreanki z Jung w składzie zdobywały również brązowe medale na mistrzostwach świata w Turynie (2006) i mistrzostwach świata w Katanii (2011).
Wywalczyła drużynowo złoty medal na igrzyskach azjatyckich w Doha (2006). Kilkukrotnie zdobywała medale mistrzostw Azji, w tym złote drużynowo na MA w Seulu (2011) i MA w Szanghaju (2013).